# Jean-Marie Lehn
Jean-Marie Lehn (sinh ngày 30.9.1939) là nhà hóa học người Pháp đã đoạt giải Nobel Hóa học năm 1987 chung với Donald Cram và Charles J. Pedersen cho công trình nghiên cứu hóa học của ông, đặc biệt việc tổng hợp các cryptand. Lehn là người sớm đổi mới lãnh vực Hóa học siêu phân tử (supramolecular chemistry), tức là môn hóa học của các tập hợp phân tử chủ-khách được tạo ra bằng các «tác động qua lại giữa các phân tử», và tiếp tục đổi mới trong lãnh vực này. Ông đã xuất bản hơn 800 bài khảo cứu khoa học về hóa học. 

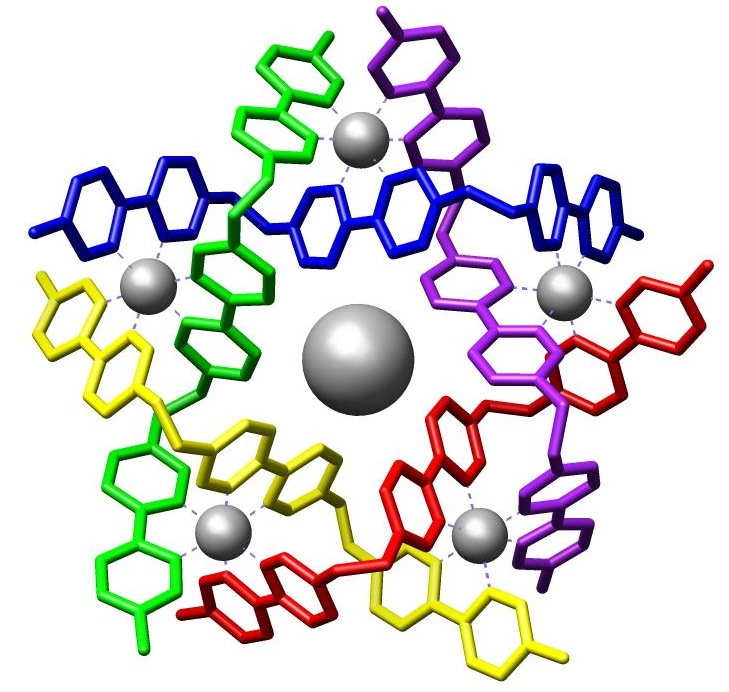
Một tập hợp vòng xoắn ốc do Jean-Marie Lehn và người cộng tác báo cáo ở Angew. Chem., Int. Ed. Engl. 1996, 35, 1838-1840.

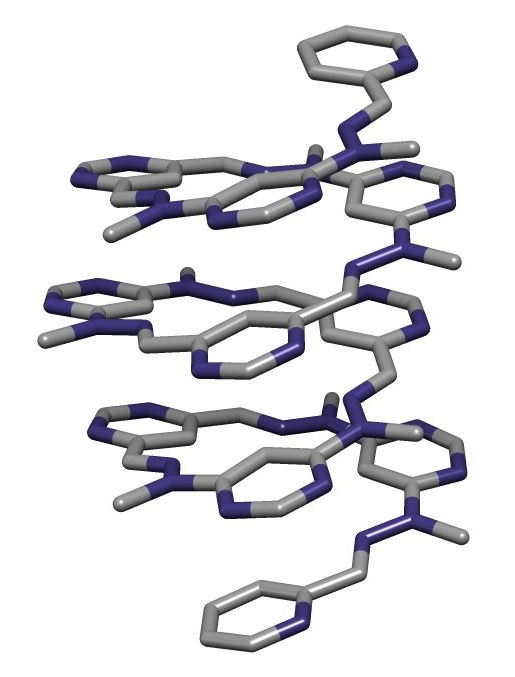
Cấu trúc tinh thể của một foldamer do Lehn và người cộng tác báo cáo ở Helv. Chim. Acta., 2003, 86, 1598-1624.

## Cuộc đời
Lehn sinh tại Rosheim, Pháp là con của Pierre và Marie Lehn. Cha ông là thợ làm bánh mì, nhưng thích âm nhạc nên sau đó đã trở thành người chơi đàn organ ở thành phố. Ngoài khoa học, Lehn cũng học nhạc và rất thích nhạc. Ông vẫn tiếp tục chơi đàn organ mặc dù say mê nghiên cứu khoa học.
Lehn học trung học ở Obernai từ năm 1950 tới 1957, học cả tiếng Latinh, Hy Lạp, Đức và Anh, văn học Pháp; nên sau này ông rất tinh thông cả triết học lẫn khoa học, đặc biệt là hóa học. Tháng 7 năm 1957, ông đậu bằng tú tài triết học, và tới tháng 9 cùng năm đậu thêm bằng tú tài khoa học tự nhiên.
Ở Đại học Strasbourg, mặc dù ban đầu ông học triết học, nhưng cuối cùng ông đã theo học các khóa học về khoa học tự nhiên, vật lý, hóa học, tham dự các bài giảng của giáo sư Guy Ourisson, và nhận ra rằng mình muốn theo đuổi sự nghiệp nghiên cứu trong ngành hóa hữu cơ. Ông vào làm việc trong phòng thí nghiệm của giáo sư Guy Ourisson, nghiên cứu để thi lấy bằng tiến sĩ. Tại đây, ông đã phụ trách phổ kế cộng hưởng từ hạt nhân đầu tiên của phòng thí nghiệm, và xuất bản bài khảo cứu khoa học đầu tiên của mình, trong đó chỉ ra một quy tắc của sự cộng thêm chất cho các sự luân phiên gây ra thay thế của các tín hiệu "cộng hưởng từ hạt nhân" proton trong các chất dẫn xuất steroid.
Sau khi đậu bằng tiến sĩ, ông sang Hoa Kỳ làm việc 1 năm ở Phòng thí nghiệm của Robert Burns Woodward tại Đại học Harvard, nghiên cứu về việc tổng hợp vitamin B12 cùng nhiều môn khác.

## Sự nghiệp
Năm 1966, ông được bổ nhiệm làm maître de conférences (tương đương giáo sư phụ tá) ở Phân khoa Hóa học của Đại học Strasbourg. Ông tập trung nghiên cứu vào các đặc tính vật lý của các phân tử, tổng hợp các hợp chất đặc biệt thiết kế cho lộ ra một đặc tính nhất định, để hiểu rõ hơn về cách mà đặc tính đó liên quan đến cấu trúc ra sao.
Năm 1968, ông đạt được sự tổng hợp các phân tử giống như cái lồng, có một khoang bên trong có thể chứa một phân tử khác. Môn hóa hữu cơ đã giúp ông có thể thiết kế các lồng với hình dạng mong muốn, do đó chỉ cho phép một loại phân tử tự vào trong lồng. Đây là tiền đề cho một lĩnh vực hoàn toàn mới trong hóa học, các cảm biến. Các cơ chế như vậy cũng đóng một vai trò lớn trong sinh học phân tử.
Các cryptand này, như Lehn đã đặt tên cho chúng, đã trở thành mối quan tâm chính của ông, và đã khiến ông định nghĩa một loại hóa học mới - "hóa học siêu phân tử" - mà thay vì nghiên cứu các liên kết bên trong một phân tử, thì xem xét những sức hút giữa các phân tử, và cái mà sau này được gọi là "những vật dễ vỡ", chẳng hạn như những micelle, polymer, hoặc đất sét.
Năm 1980, ông được tuyển vào giảng dạy ở trường danh tiếng Collège de France, và năm 1987 ông được trao giải Nobel Hóa học, cùng với Donald Cram và Charles J. Pedersen cho công trình nghiên cứu cryptand của ông.

## Đời tư
Lehn kết hôn với Sylvie Lederer năm 1956. Họ có hai người con trai: David và Mathias.

## Giải thưởng và Vinh dự
- Huy chương vàng của Trung tâm nghiên cứu Khoa học quốc gia Pháp (1981)
- Giải Nobel Hóa học (1987)
- Ordre des Palmes académiques (Chevalier) (1989)
- Ordre National du Mérite (Officier) (1993)
- Bắc đẩu bội tinh (Commander) (1996)
- Viện sĩ Viện hàn lâm giáo hoàng về Khoa học (1996)
- Huy chương Davy của Hội hoàng gia Luân Đôn, (1997)
- Austrian Decoration for Science and Art, (hạng nhất) (2001)